# Centaur Theatre

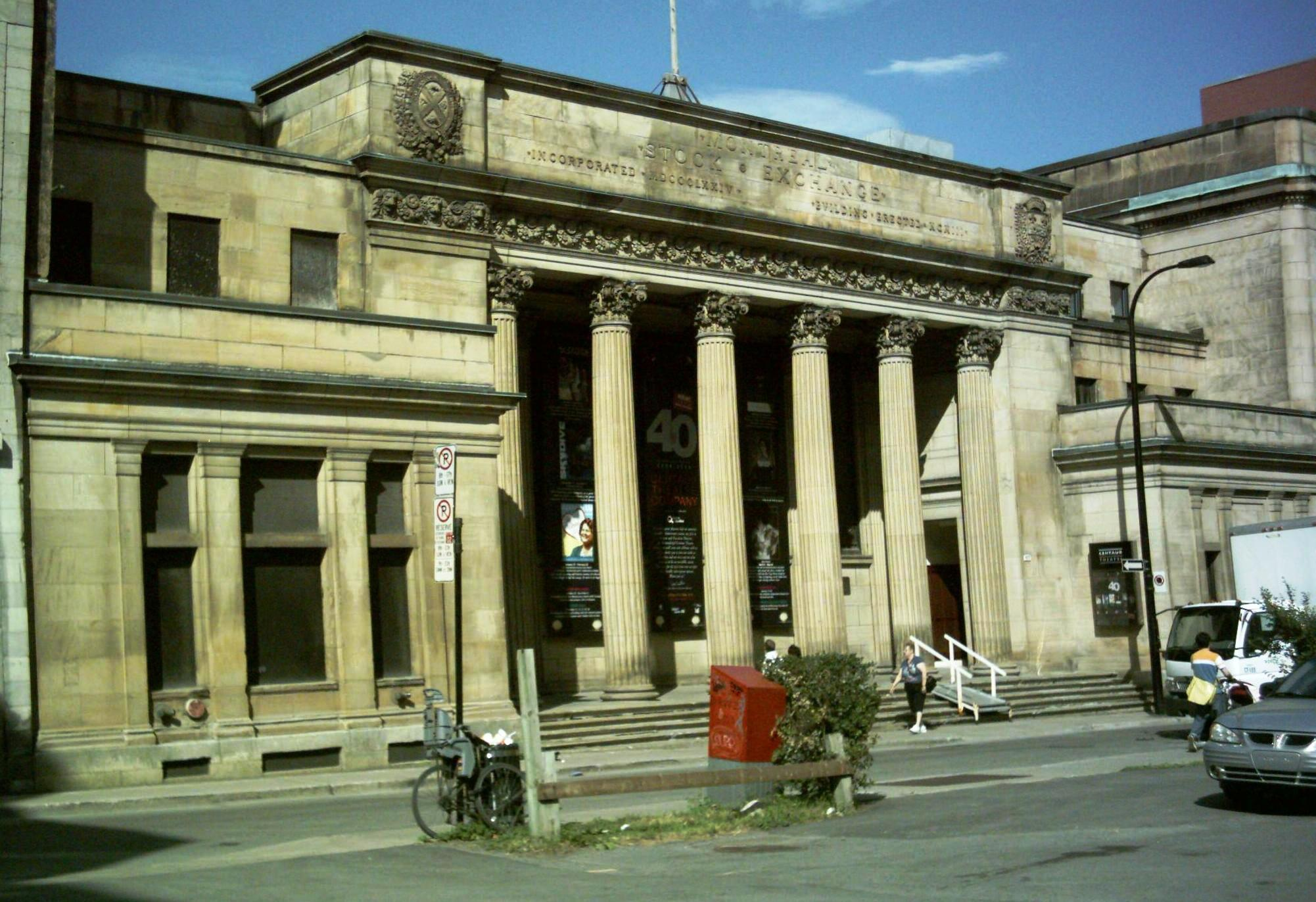
Das Centaur Theatre nutzt das ehemalige Börsengebäude

Das Centaur Theatre ist ein Theater in Montreal, das auf englischsprachige Produktionen spezialisiert ist. Es befindet sich an der 453 Rue Saint-François-Xavier, dem ehemaligen Gebäude der Börse von Montreal in der Altstadt (Vieux-Montréal).

## Theater
Die im Jahr 1969 gegründete Centaur Theatre Company mietete für ihre Aufführungen das ehemalige Börsengebäude und erwarb es 1974. Nach einem Umbau standen ab 1975 zwei Theatersäle zur Verfügung, das bereits bestehende Centaur 1, ein „schwarzes Theater“ mit 220 Sitzplätzen, sowie das neue Centaur 2, ein Proszenium mit 440 Sitzplätzen. Eine umfangreiche Renovierung erfolgte in den Jahren 1996 bis 1999. Unter der künstlerischen Leitung des Südafrikaners Maurice Podbrey, der bis 1997 tätig war, entwickelte sich das Centaur Theatre zum führenden englischsprachigen Theater Montreals. Es erreichte diesen Status insbesondere durch die Aufführung zeitgenössischer kanadischer und internationaler Produktionen, darunter zahlreiche Uraufführungen. Klassische Theaterstücke stehen in der Regel nur einmal jährlich auf dem Programm.

## Gebäude
1903 erhielt der US-amerikanische Architekt George B. Post den Auftrag, ein Gebäude für die wachsende Börse von Montreal zu entwerfen. Nach einjähriger Bauzeit war der erste Handelstag am 29. Juni 1904. Die Montrealer Börse war bis Oktober 1965 in dem Gebäude domiziliert und zog daraufhin in den Tour de la Bourse um.
Das U-förmige Gebäude im neoklassizistischen Stil besteht aus einem zentralen Trakt, flankiert von zwei niedrigeren Seitenflügeln. Dominiert wird es durch einen Portikus mit sechs korinthischen Säulen. Die Ähnlichkeit mit einem griechisch-römisch Tempel verleiht ihm eine gewisse Monumentalität.